# 巴尔德彼拉戈
巴尔德彼拉戈，是西班牙卡斯蒂利亚-莱昂莱昂省的一个市镇。 总面积57平方公里，总人口382人（001年），人口密度7人/平方公里。